# 凱島
74°4′S 165°19′E / 74.067°S 165.317°E
凱島是南極洲的島嶼，位於維多利亞地的博克格雷溫克海岸，處於約翰遜角以東4公里的伍德灣北部，在1841年被英國探險家詹姆斯·克拉克·羅斯發現。